# Auf Putz

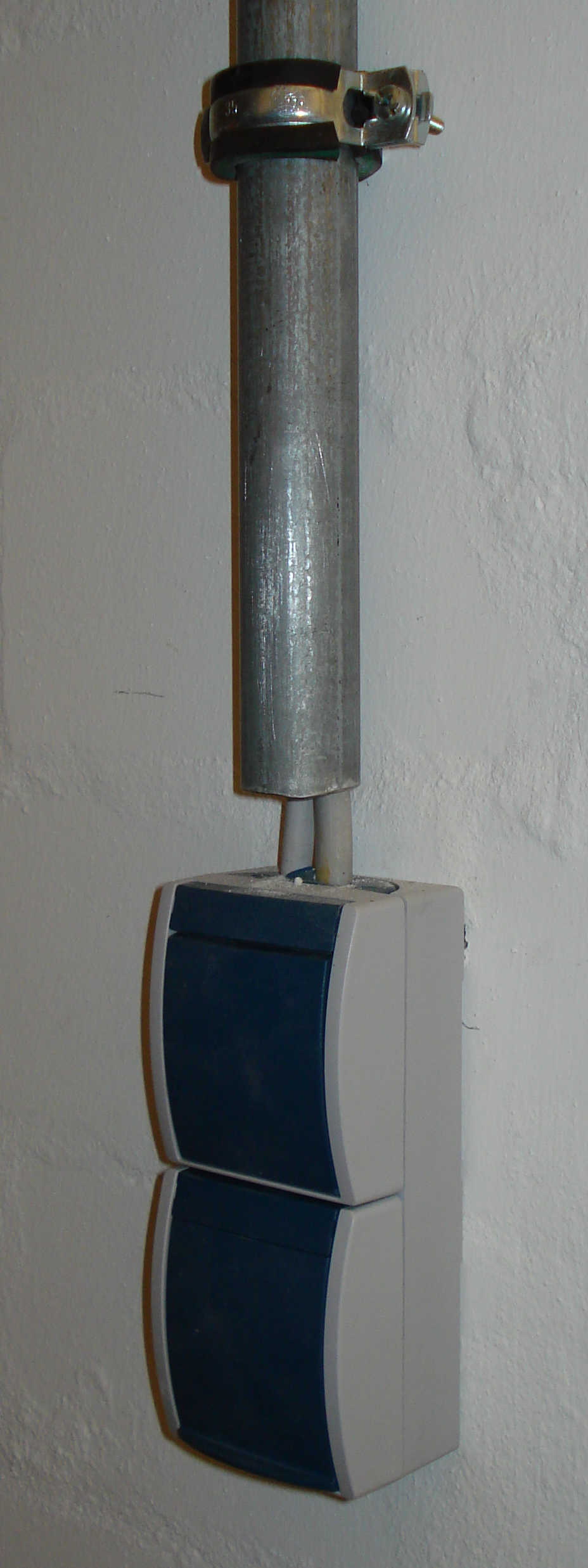
Aufputzschalter und -Steckdose

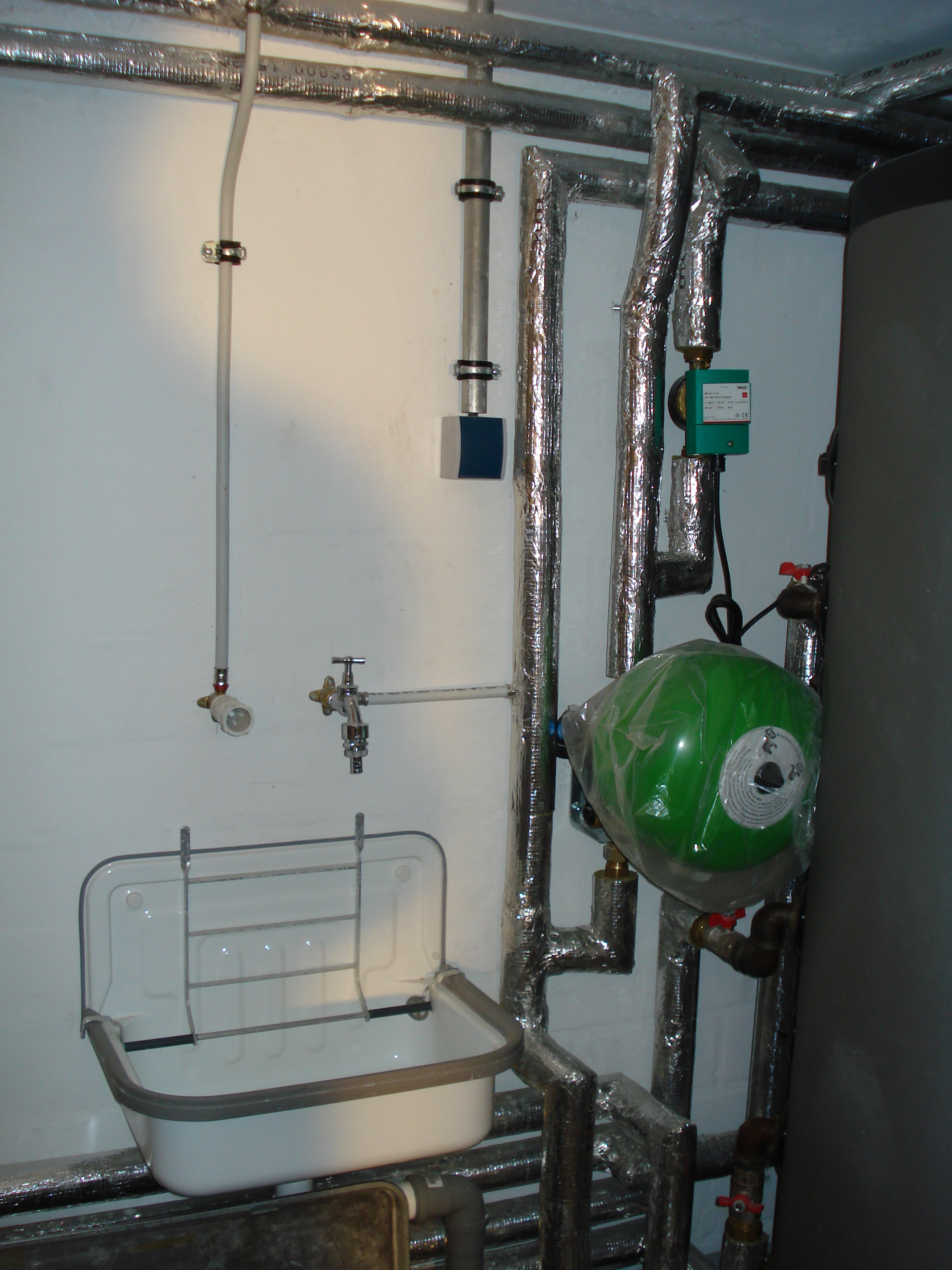
Aufputzinstallation, Leitung in Schutzrohr und Rohrleitungen mit Schellen an der Wand befestigt

Auf Putz oder Aufputz, abgekürzt AP, ist in der Versorgungstechnik die Bezeichnung für sichtbare, unverkleidete Installationen. Ist die Installation zusätzlich gegen Nässe geschützt (zumeist gemäß IP55), so wird sie als NAP = Nass Auf Putz bezeichnet.
Bei der Aufputz-Installation werden Kabel, Leitungen oder Rohre direkt oder mit Abstandsschellen (Nagelschellen oder Rohrschellen) über dem Putz auf die Wand verlegt. Auch Briefkästen, Werbetafeln u. ä. können entweder in den Putz eingelassen oder aufputz angebracht sein.
Aufputz-Installationen werden verwendet:
- in Wohngebäuden besonders in Kellern und Hausanschlussräumen bei Heizungs-, Gas-, Elektro- und Wasserinstallationen
- in gewerblichen Objekten generell bei allen möglichen Installationen.

## Alternativen
Folgende Alternativen zur Aufputz-Installation sind üblich:
- Unterputz-Installation, siehe auch Unterputzdose
- Hohlraum-Installation, die von einer Verkleidung überdeckt wird
- frei im Raum geführte Installation, siehe auch Freileitung
- Vorwand-Installation; das sind in der Sanitärtechnik Armaturen und Leitungen, die nicht in Schlitzen verlaufen, sondern mittels Konsolen, Trägern, (Kabel-)Wannen u. ä. auf der Wand befestigt sind; um Auf-Putz-Installationen handelt es sich, wenn sie nicht verkleidet sind
- Im-Putz-Installation (siehe auch Elektroinstallation #Verlegearten).